# Jesús María Moreno Ibarra
Jesús Ma. Moreno Ibarra (Reynosa, 15 de octubre de 1967), más conocido como Jesús María Moreno Ibarra, es un político y administrador de empresas mexicano, reconocido por haber sido diputado de la LXIII Legislatura del Congreso del Estado de Tamaulipas de 2016 a 2018 y Gerente Administrativo de la Comisión de Agua Potable y Alcantarillado (COMAPA) de la ciudad de Reynosa de 2019 a 2021. Actualmente es el candidato del PAN para la alcaldía de Reynosa 2021.

## Primeros años y estudios
Moreno Ibarra nació en la ciudad de Reynosa, estado de Tamaulipas. Es hijo del empresario ganadero Jesús María Moreno Solís. Obtuvo una Licenciatura en Administración de Empresas en la Universidad Regiomontana de Monterrey, Nuevo León. En 2005 se afilió al Partido de Acción Nacional (PAN) y, durante la primera administración de este partido político en la municipalidad de Reynosa, ofició como gerente administrativo de la Comisión Municipal de Agua Potable y Alcantarillado, cargo que ejerció hasta 2007.

## Carrera

### Inicios
Como militante activo del Partido de Acción Nacional PAN, Moreno fue anunciado como candidato a la alcaldía de Reynosa, ciudad del estado de Tamaulipas, en 2010, y 2013, año en que se vio obligando a recurrir al Tribunal Electoral del Poder Judicial para recuperar su candidatura, luego de que su contendiente José Ramón Gómez impugnara los resultados de la consulta interna. Finalmente, José Elías Leal, del PRI, fue el ganador en las elecciones celebradas el 7 de julio de 2013.

### Diputado del estado de Tamaulipas
Representando al Partido de Acción Nacional, participó en las elecciones estatales de Tamaulipas el 5 de junio de 2016, resultando diputado electo por mayoría relativa. A mediados de 2017, Moreno presentó un informe de actividades en el que destacó la ley para el desarrollo urbano, implementada durante su primer año de gestión. En febrero de 2018 solicitó licencia para participar como precandidato a la alcaldía de la ciudad de Reynosa, pero el partido decidió avalar la petición de reelección de Maki Esther Ortiz Domínguez, quien a la postre logró conservar su cargo como presidenta municipal. Durante la campaña de Ortiz Domínguez, Moreno ofició como su coordinador de campaña. Acto seguido, ejerció nuevamente como coordinador, esta vez apoyando al candidato presidencial Ricardo Anaya Cortés, quien compitió en las elecciones federales de 2018 con Andrés Manuel López Obrador, José Antonio Meade y Jaime Rodríguez Calderón. A finales del mismo año, Moreno solicitó licencia en el Congreso con el fin de ocupar un cargo municipal, que sería anunciado en 2019. Su curul fue ocupada por Luis René Cantú, quien lo suplió hasta la finalización del periodo.

### Comisión de Agua Potable y Alcantarillado
El 31 de enero de 2019, Moreno Ibarra fue designado como el nuevo gerente administrativo de la Comisión de Agua Potable y Alcantarillado (COMAPA) de Reynosa, organismo que administra el agua potable y el drenaje de la ciudad, en reemplazo del ingeniero Néstor González Meza. El nombramiento fue anunciado por la presidenta municipal Maki Esther Ortiz, quien además confirmó que Moreno se sumaría al cargo el 7 de febrero de 2019. Durante su ejercicio, Morena anunció algunas obras de infraestructura, como la rehabilitación del acueducto Anzaldúas-Reynosa y de algunos cárcamos de aguas residuales, además de la adecuación de dispositivos especiales en las tomas domiciliarias para mitigar el robo de agua en la ciudad.